# Chièvres
Chièvres é uma cidade e um município da Bélgica localizado no distrito de Ath, província de Hainaut, região da Valônia.